# Léo Bonatini
Leonardo Bonatini Lohner Maia (Belo Horizonte, 28 maart 1994) is een Braziliaans voetballer die doorgaans als aanvaller speelt. Hij tekende in 2017 bij Wolverhampton.

## Clubcarrière
Bonatini komt uit de jeugd van Cruzeiro. Die club verhuurde hem aan Juventus, Goiás EC en Estoril-Praia. In juni 2015 werd hij verkocht aan de Portugese club, dat hem één jaar later voor 5,5 miljoen euro doorverkocht aan Al-Hilal. Tijdens het seizoen 2017/18 werd Bonatini verhuurd aan Wolverhampton, waarvoor hij twaalf doelpunten maakte in vierendertig competitieduels. De club dwong promotie af naar de Premier League en gaf Bonatini een vierjarig contract.

## Interlandcarrière
Bonatini maakte vijf doelpunten in twaalf interlands voor Brazilië –17.